# Pierre-Étienne Falconet
Pierre-Étienne Falconet, conosciuto anche come Peter Falconet (Parigi, 1741 – 1791), è stato un pittore francese.

## Biografia
Figlio di Étienne Maurice Falconet, è stato un allievo di Joshua Reynolds. Raggiunse la notorietà come ritrattista.